# Selective laser sintering

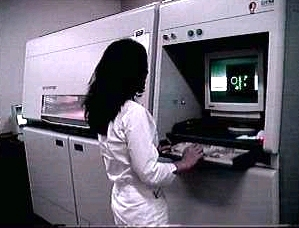
Maszyna SLS używana Centro Renato Archer w Brazylii.

Selektywne spiekanie laserowe (SLS, z ang. Selective laser sintering) – jedna z metod druku przestrzennego wykorzystywana w przemyśle do szybkiego prototypowania i wytwarzania gotowych elementów. Została opracowana na Uniwersytecie w Austin w USA. Materiał w metodzie SLS przechodzi od stanu stałego (proszek), przez stan płynny i w końcowym etapie z powrotem do stanu stałego w postaci spieku.

## Charakterystyka procesu wytwarzania
W metodzie tej kolejne, bardzo cienkie warstwy proszku materiału (zwykle tworzywo sztuczne) nakładane są maszynowo na platformę roboczą urządzenia, za pomocą specjalnego wałka lub ostrza. Następnie wiązka lasera utwardza (zestala, spieka) miejscowo wybrane punkty. Nieutwardzony proszek jest następnie usuwany i otrzymywany jest gotowy przedmiot.
Podczas procesu, promień lasera spieka określone obszary utworzonej warstwy proszku. Wówczas następuje także topienie się poprzednio ułożonej warstwy. Taki zabieg pozwala na uzyskanie jednolitej bryły tworzonego modelu.
Dzięki "zawieszeniu" przedmiotu w proszku unika się problemów typowych dla metod SLA lub FDM, w których elementy drukowanych przedmiotów nie mogą wisieć w powietrzu i często musi być stosowana struktura podporowa z ang. support structure.
Brak konieczności użycia struktury podporowej jest największym wyróżnikiem metody SLS względem pozostałych metod wytwarzania przyrostowego.

## Materiały
W tej metodzie można stosować takie materiały jak:
- tworzywa sztuczne,
- wosk,
- proszki metali (Fe-Cu),
- mieszaniny proszków metali i proszków ceramicznych.